# Veronica Briceag
Veronica Briceag (n. 21 februarie 1981) este o contabilă din Republica Moldova, deputat în legislatura 2021-2025 a Parlamentului Republicii Moldova, reprezentantă a Partidului Acțiune și Solidaritate (PAS).

## Biografie
Briceag a absolvit Colegiul Agroindustrial în 2001, la specialitatea contabilitate și audit. Ulterior, a făcut studii de licență în economie la Academia de Studii Economice a Moldovei și a obținut diploma de masterat în științe administrative la Institutul de Administrație Publică al Universității de Stat din Moldova.
A activat în calitate de contabil-șef în sectorul privat timp de aproape două decenii. În decembrie 2021, a devenit contabilă-șefă și șefa serviciului contabil din cadrul Ministerului Mediului, urmând ca peste un an să fie promovată în funcția de șef al cabinetului ministrului Mediului, funcție pe care a deținut-o până în februarie 2024.

### Activitate politică
Veronica Briceag a fost aleasă consilier, din partea PAS, în Consiliul Municipal Chișinău (CMC), în urma alegerilor locale din 5 noiembrie 2023.
A candidat cu numărul 82 pe lista Partidului Acțiune și Solidaritate la alegerile parlamentare din 2021. PAS a obținut 63 de mandate, astfel încât Briceag nu a acces imediat în Parlament, ci mai târziu, în ianuarie 2024, înlocuind-o pe colega sa de partid Galina Sajin. Concomitent, a renunțat la mandatul de consilier în CMC.